# Загурник (Люблінське воєводство)
Загурник (пол. Zagórnik) — село в Польщі, у гміні Дубенка Холмського повіту Люблінського воєводства.
Населення — 31 особа (2011).
У 1975-1998 роках село належало до Холмського воєводства.

## Демографія
Демографічна структура станом на 31 березня 2011 року:
|          | Загалом | Допрацездатний вік | Працездатний вік | Постпрацездатний вік |
| -------- | ------- | ------------------ | ---------------- | -------------------- |
| Чоловіки | 16      | 2                  | 12               | 2                    |
| Жінки    | 15      | 3                  | 7                | 5                    |
| Разом    | 31      | 5                  | 19               | 7                    |